# Guillaume Dufay
Guillaume Dufay (ou Du Fay, Du Fayt), prononcé [fa(j)i], est un compositeur de l'école bourguignonne (qui constitue le point de départ de l'école franco-flamande) né en 1397 peut-être à Cambrai ou Fay près de Cambrai, ou à Beersel — non loin de Bruxelles — ou Chimay, et mort le 27 novembre 1474 à Cambrai.

## Biographie
Son nom dit son origine, car ce sont dans les hameaux de Belgique romane et du nord de la France que l'on parle d'un « fayt », c'est-à-dire d'une hêtraie.
D'abord formé comme « enfant de chœur » (enfant chantant la partie aiguë dans le chœur), Dufay étudie la musique à la maîtrise attenant à la cathédrale de Cambrai, et chante donc d'abord la musique liturgique nécessaire aux offices de l'Église catholique, au sein de cet ensemble vocal alors renommé (tout comme l'étaient ceux de bien d'autres édifices religieux, en France et en Europe). Plus généralement, les garçons de la maîtrise et les choristes (tous masculins et professionnels) avaient aussi à chanter de la musique moins directement liturgique, essentiellement des motets.
Il arrivait alors que la cathédrale fournisse quelques-uns de ces interprètes (ces chantres) à d'autres églises, ou même parfois à Rome. Ainsi Dufay participe, dans la suite de l'évêque de Cambrai, au Concile de Constance en 1417-1418 .  C'est à Constance justement,  en 1419, que le prince Carlo I Malatesta l'embauche à la cour de Rimini (Italie). Il y compose ses premiers motets.
À la suite de son voyage en Italie (v. 1420), Guillaume Dufay revient en France, en 1423 ou 1424, où il obtient un bénéfice ecclésiastique à Nouvion-le-Vineux, près de Laon. Pays qu'il quitte avec regret, en témoigne sa chanson Adieu ces bons vins de Lannoys, composée en 1426 avant qu'il ne retourne en Italie,.
En 1428, il devient chantre à la chapelle papale et est ordonné prêtre. 
Il sert la famille d'Este et séjourne à la cour de Savoie entre 1425 et 1428, puis à Rome jusqu'à 1433 avant de partir pour Chambéry, Florence, Ferrare, Genève ou Lausanne, dont il devient chanoine de la cathédrale en 1431.
En 1436, pour l'inauguration du dôme de Brunelleschi à Florence (la cathédrale, il duomo), Dufay compose le motet Nuper rosarum flores.
En 1437, il rencontre Gilles Binchois à la cour de Bourgogne, le 5 mai. Une lettre du pape mentionne qu'il est bachelier en droit. Il quitte la chapelle papale à la fin du même mois et retourne à la cour de Savoie. 
En 1439, âgé de quarante-deux ans, il retourne à Cambrai où il dirige la maîtrise de garçons et le chœur de la cathédrale.
En 1458, il se retire définitivement en servant comme chanoine dans cette cathédrale de Cambrai. Il fut également chanoine de Sainte-Waudru de Mons.
Il meurt en 1474, à Cambrai, à l'âge de soixante-dix-sept ans. Sa pierre tombale, retrouvée en 1859 (la cathédrale ayant été détruite à la Révolution), est désormais conservée au Palais des beaux-arts de Lille.

## Ses œuvres et sa technique musicale

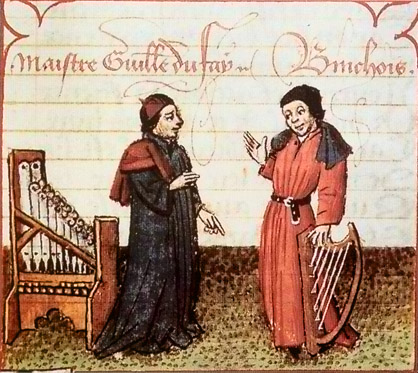
Dufay et Binchois. Miniature du Maître du Missel de Paul Beye, extraite de Martin Le Franc, Champion des dames (Arras 1451).

Comme chez la plupart des autres musiciens, la production de Dufay ne se limite évidemment pas à la musique d'église. Son œuvre profane est aussi nombreuse et importante que sa musique religieuse.
Compositeur le plus célèbre d'Europe au XVe siècle, estimé des rois Charles VII et Louis XI mais surtout des ducs de Bourgogne, Dufay marque le début de l'école franco-flamande, dont le rayonnement perdure jusqu'à la fin du XVIe siècle. En combinant avec brio l'Ars nova de Philippe de Vitry, l'harmonie (la « contenance angloise ») de John Dunstable et la mélodie italienne, sa musique annonce le madrigalisme et la musique de la Renaissance.
« Pasqueyes, chansons, cramignons de Liège, nous revoilà dans la musique, qui demeurait le grand art wallon. Les Hainuyers continuèrent à en commander l'évolution aussi longtemps que la polyphonie garda la faveur. Dufay l'avait dotée de la messe unitaire, bâtie sur un seul thème... »
Dufay acquiert une grande renommée par la qualité de ses rondeaux, tels Donnez l'assaut à la forteresse ou La plus mignonne de mon cœur. Précurseur d'Ockeghem ou Josquin des Prés, il utilise des thèmes profanes pour certaines de ses messes, telle la célèbre L'Homme armé. Il est le premier à composer un Requiem, dont la partition est perdue. Il compose aussi des cycles complets pour l'Ordinaire de la messe : Kyrie, Gloria, Credo, Sanctus, Agnus. On a également de lui 83 ballades, chansons polyphoniques, virelais et rondeaux, 76 motets et neuf messes.
Robert Wangermée analyse de cette manière les nouveautés introduites par Guillaume Dufay et son compatriote Gilles Binchois :

« Au XIVe siècle […] la dissonance avait été traitée avec beaucoup de liberté dans le contrepoint mélismatique issu de l'organum primitif. En principe une consonance parfaite devait se rencontrer à chaque point d'appui périodique ; les dissonances étaient des accidents qui prenaient place librement entre deux consonances : mais en fait les déplacements rythmiques pouvaient mettre en évidence une dissonance et escamoter la consonance en la retardant ou en la faisant sonner avant le point d'appui. On admettait aussi que la dissonance fût attaquée directement, provoquant une tension agressive. Chez John Dunstable, Dufay et Binchois, la dissonance est préparée, elle est un moment de passage réglementé entre deux consonances. Elle ne trouve plus guère place sur des points d'appui rythmiques, sur ce que l'on appellera plus tard les temps forts de la mesure, sinon comme le prolongement d'une consonance, comme sur la suspension d'une voix sur une autre en mouvement; elle est rapidement résolue, dissoute dans une nouvelle consonance, car on a renoncé aux syncopes en chaîne. En outre, alors que le contrepoint du XIVe siècle ne se préoccupait que des rapports des différentes voix avec l'une d'entre elles — le plus souvent le ténor — Dufay évite le heurt qui peut résulter de tous les rapports entre les différentes voix. »

## Œuvres
Guillaume Dufay laisse environ 200 œuvres parvenues jusqu'à nous.
- 1420, Vasilissa ergo gaude, motet à quatre voix. Dans le manuscrit de Berlin, (sur Cleofe Malatesta).
- 1423, Resvellies vous, ballade. Dans le manuscrit Can. misc. 213, Oxford (sur Carlo Malatesta)
- 1425, Je me complains, ballade. Dans le manuscrit Can. misc. 213, Oxford
- 1426 (avant 1426), Missa sine nomine, à trois voix. Ordinarium. Dans le manuscrit Q 15, Bologna = Manuscrit de Berlin
- 1426 (vers 1426-1428), Missa Sancti Jacobi, à trois ou quatre voix. Ordinarium et Proprium. Dans le manuscrit de Berlin
- 1431, Ecclesiae militanti
- 1431, Balsamus et munda, motet à quatre voix. Manuscrit de Berlin, composé pour la chapelle papale
- 1433, Supremum est mortalibus bonum, motet à trois voix avec faux-bourdon. Manuscrit de Berlin (sur le pape Eugêne IV et l'empereur Sigismond)
- 1433, C'est bien raison, ballade. Dans le manuscrit Can. misc. 213, Oxford (sur Nicolas III de Ferrare)
- 1435 (vers 1435) Salve flos Tuscae gentis ; Vos nunc, motet à quatre voix. Manuscrit 471, Modena (avec la citation : Guillermus cecini, natus en ipse Fay)
- 1435 (vers 1435), Mirandas parit haec urbs Florentina puellas, à trois voix. Dans le manuscrit lat. 471, Modena (pour Florence)
- 1436, Nuper rosarum flores, motet à quatre voix. Manuscrit 471, Modena (pour la bénédiction de la cathédrale de Florence)
- 1438, Magnanimae gentis ; Nexus amicitiae, motet à quatre voix. Manuscrit 471, Modena (sur un pacte entre Bern et Freiburg)
- 1440 (vers 1440), Missa Caput, messe à quatre voix pour ténor. Dans le manuscrit de Coventry (attribution erronée, œuvre d'un compositeur anglais anonyme)
- 1450 (vers 1450), Missa Se la face ay pale (à 4 voix). Messe pour ténor. Dans le manuscrit 88 de Trente
- 1454, 'O tres piteux (Lamentatio sanctæ matris ecclesiæ Constantinopolitanæ), motet à quatre voix). Manuscrit Riccardiana 2794, Firenze (composé pour un banquet de Philippe le Bon à Lille)
- 1463, Missa Ecce ancilla domini (à quatre voix), messe pour ténor. Dans le manuscrit 5557 de Bruxelles (copié à Cambrai en 1463))
- 1464 (ou plus tard), Missa Ave Regina Caelorum (à quatre voix), messe pour Ténor. Dans le manuscrit 5557 de Bruxelles
- 1464, Ave regina caelorum
- sd (= sans date), Inclyta stella maris (à 4 voix). Dans le manuscrit de Berlin
- sd, Juvenis qui puellam (à 3 voix). Dans le manuscrit 3224 München 3224
- sd, Missa La mort de Saint Gothard (à 4). Messe pour ténor. Dans le manuscrit lat. 456 de Modena (sans nom d'auteur)
- sd, Missa L'Homme armé (à 4 voix) ; Messe pour ténor. Dans le manuscrit  Capp. Sist. 14, Roma
- sd, Missa Sancti Antonii Viennensis (à 3 voix). Ordinarium. Dans le manuscrit 90 de Trente
- sd, O beate Sebastiane (à 3 voix).Dans le manuscrit de Berlin (sur saint Sébastien, lors d'une épidémie de peste)
- sd, O flos florum virginum (à 3 voix). Dans le manuscrit 3232a de München (certainement une contrefaçon)
- sd, O proles Hispaniae ; O sidus Hispaniae (à 4 voix) Dans le manuscrit lat. 471, Modena (sur saint Antoine de Padoue)
- sd, Qui latuit in virgine (à 3 voix). Dans le manuscrit 3232a de München (authenticité incertaine)
- sd, Vergine bella (à 3 voix), sur le 366e et dernier poème du Canzoniere de Pétrarque. Dans le manuscrit de Berlin
- sd. Fulgens jubar ; Puerpera pura (motet à 4). Manuscrit 471, Modena (Pour la fête de la purification, avec acrostiche de Petrus de Castello)
- sd., Ave virgo qua de caelis (à 3 voix). Dans le manuscrit 92 de Trente
- sd., O gloriose tiro ; Divine pastus (motet à 4 voix) in Mod B (sur saint Théodore)
- sd., O sancte Sebastiane ; O martyr Sebastiane ; O quam mira (motet à 4 voix). Dans le manuscrit de Dans le manuscrit de Berlin (sur saint Sebastien, lors dune épidémie de peste)
- sd., Moribus et genere ; Virgo, virga virens (motet à 4 voix). Manuscrit 471, Modena (sur saint Jean, avec une mention de Dijon)
- sd., 1 voix de contre-ténor dans un Gloria anonyme à 3 voix. Dans les manuscrits 6 et 11, Bibliothèque municipale de Cambrai
- sd., 11 Kyrie à 3 voix dont 7 dans le manuscrit Q 15, Bologna = Berlin ; 4 dans les manuscrits 87 et 92 Trente
- sd., 14 Gloria à trois et quatre voix dont 8 dans le manuscrit de Berlin ; 5 dans le manuscrit 92 de Trente ; 1 dans le manuscrit 3232a, München
- sd., 4 Agnus Dei à 3 voix dont 2 dans le manuscrit de Berlin ; 2 dans le manuscrit 92 de Trente
- sd., 4 Credo à trois et quatre voix. Dans le manuscrit de Berlin
- sd., 4 Sanctus à 3 voix dont 3 dans le manuscrit de Berlin ; 1 dans le manuscrit 92 de Trente
- sd., Ad caenam agni providi (hymne). Dans le manuscrit lat. 471, Modena
- sd., Adieu ces bons vins (rondeau). Dans le manuscrit Can. miscellanea [mélanges]. 213, Oxford = Oxf (daté : 1426)
- sd., Alleluia Veni sancte spiritus, All. Dans le manuscrit 90 de Trente. sd.,
- sd., Alma Redemptoris Mater (à 3 voix). Dans le manuscrit lat. 471, Modena
- sd., Alma Redemptoris Mater (à 3 voix). Dans le manuscrit Q 15, Bologna = manuscrit de Berlin
- sd., Anima mea liquefacta est (à 3 voix). Dans le manuscrit de Berlin
- sd., Audi benigne conditor (hymne). Dans le manuscrit lat. 471, Modena
- sd., Aurea luce (hymne). Dans le manuscrit Q 15, Bologna = Berlin
- sd., Ave regina caelorum (à 3 voix). Dans le manuscrit lat. 471, Modena
- sd., Ave Maris Stella (hymne). Dans le manuscrit 92 de Trente
- sd., Ave maris stella (hymne). Dans le manuscrit de Berlin
- sd., Ave regina caelorum (à 3 voix). Dans le manuscrit de Berlin
- sd., Benedicamus domino (I). Dans le manuscrit de Berlin
- sd., Benedicamus domino (II). Dans le manuscrit de Berlin
- sd., Christe redemptor omnium (hymne). Dans le manuscrit de Berlin
- sd., Conditor alme siderum (hymne). Dans le manuscrit de Berlin
- sd., Cum tua doctrina. Motet (5 voix, texte italien). Manuscrit Q 15, Bologna, composé pour la bénédicion de la cathédrale de Patras.
- sd., Departes vous, male bouche (rondeau). Dans le manuscrit 871 N, Monte Cassino
- sd., Deus tuorum militum (hymne). Dans le manuscrit de Berlin
- sd., Epiphaniam domino (hymne). Dans le manuscrit 87 de Trente
- sd., Exultet caelum laudibus (hymne). Dans le manuscrit de Berlin
- sd., Festum nunc celebre (hymne). Dans le manuscrit 87 de Trente
- sd., Flos florum (à 3 voix). Dans le manuscrit de Berlin
- sd., Gaude virgo, mater Christi (à 4 voix). Dans le manuscrit de Berlin
- sd., Hic vir despiciens (antienne). Dans le manuscrit lat. 471, Modena
- sd., Hic jocundus sumit mundus (à 3 voix). Dans le manuscrit 3232a de München (certainement une contrefaçon)
- sd., Hostis Herodes impie (hymne). Dans le manuscrit de Berlin
- sd., Iste confessor (hymne). Dans le manuscrit de Berlin
- sd., Isti sunt duae olivae (antienne). Dans le manuscrit 87 de Trente
- sd., Je n'ai doubté (rondeau). Dans le manuscrit 87 de Trente
- sd., Jesu corona virginum (hymne). Dans le manuscrit de Berlin
- sd., Magnificat 1. toni. Dans le manuscrit lat. 471, Modena
- sd., Magnificat 5. toni. Dans le manuscrit lat. 471, Modena
- sd., Magnificat 6. toni. Dans le manuscrit lat. 471, Modena
- sd., Magnificat 8. toni. Dans le manuscrit lat. 471, Modena
- sd., Magnificat. Dans le manuscrit 811 N du Monte Cassino
- sd., Miserere tui labentis Dufay (motet 4 voix). Manuscrit
- sd., O gemma lux ; Sacer pastor Barensium (motet à 4 voix). Dans le Manuscrit de Berlin (sur saint Nicolas de Bari)
- sd., Phrases de cantliènes. Dans le manuscrit 3232a, München 3232a (5e partie) (relations avec Alma Redemptoris Mater du manuscrit Q 15, Bologna)
- sd., Rite majorem Jacobum ; Artibus summis (motet à 4 et 3 voix avec ténor soliste). Dans le Manuscrit de Berlin (sur saint Jacob avec accrostiche Robertus Auclou Curatus Sancti Jacobi)
- sd., Roma, San Pietro B 80 (copié à Cambrai en 1464)
- sd., Sanctorum arbitrio ; Bella canunt genies (motet à 5 voix) Manuscrit 87 de Trente (composé pour le pape Eugêne IV)
- sd., A solis ortus cardine (hymne). Dans le manuscrit lat. 471, Modena
- sd., Adieu m'amour (rondeau). Dans le manuscrit 714 de Porto
- sd., Adieu quitte le demeurant (rondeau). Dans le manuscrit 90 de Trente.
- sd., Belle plaissant et gracieuse (rondeau). Dans le manuscrit Can. misc. 213, Oxford
- sd., Belle que vous (rondeau). Dans le manuscrit 87 de Trente
- sd., Belle vueillies vostre mercy donner (rondeau). Dans le manuscrit Can. misc. 213, Oxford
- sd., Belle vueillies moy retenir (rondeau). Dans le manuscrit Can. misc. 213, Oxford
- sd., Belle vuellies moy vengier (rondeau). Dans le manuscrit XIX 176, Firenze
- sd., Bien veignes vous (rondeau). Dans le manuscrit Can. misc. 213, Oxford
- sd., Bien doy servir (ballade). Dans le manuscrit 87 de Trente
- sd., Bon jour, bon mois (rondeau). Dans le manuscrit Can. misc. 213, Oxford
- sd., Ce moys de may (rondeau). Dans le manuscrit Can. misc. 213, Oxford
- sd., Ce jour de l'an (rondeau). Dans le manuscrit Can. misc. 213, Oxford
- sd., Ce jour le doibt (ballade). Dans le manuscrit Can. misc. 213, Oxford
- sd., Craindre vous vueil (rondeau). Dans le manuscrit Can. misc. 213, Oxford
- sd., De ma haulte et bonne aventure (virelai). Dans le manuscrit Ricc. 2794, Firenze
- sd., Dieu gard la bone (rondeau). Dans le manuscrit XIX 176, Firenze
- sd., Dona i ardentirai (rondeau). Dans le manuscrit Can. misc. 213, Oxford
- sd., Donna gentile (rondeau). Dans le Manuscrit de la Yale University Library
- sd., Donnez l'assault (rondeau). Dans le manuscrit 87 de Trente
- sd., Du tout m'estoit (rondeau). Dans le manuscrit fr. 15123 de Paris
- sd., Entre les plus plaines d'anoy (rondeau). Dans le manuscrit 714 de Porto
- sd., Entre vous gentils amoureux (rondeau). Dans le manuscrit Can. misc. 213, Oxford
- sd., Estrines moy (rondeau). Dans le manuscrit Can. misc. 213, Oxford
- sd., Franc cuer gentil (rondeau). Dans le manuscrit 92 de Trente
- sd., He compaignons (rondeau à 4 voix). Dans le manuscrit Can. misc. 213, Oxford
- sd., Helas et quant vous veray (rondeau). Dans le manuscrit n.a. fr. 6771 de Paris
- sd., Helas mon duel (virelai). Dans le manuscrit 714 de Porto
- sd., Helas, ma dame (rondeau). Dans le manuscrit Can. misc. 213, Oxford
- sd., Invidia nimica (ballade à 4 voix). Dans le manuscrit Can. misc. 213, Oxford
- sd., J'atendray tant (rondeau). Dans le manuscrit Can. misc. 213, Oxford
- sd., J'ay grant (rondeau). Dans le manuscrit 222 de Strasbourg (copie d'E. de Coussemaker)
- sd., J'ay mis mon cuer (ballade). Dans le manuscrit Can. misc. 213, Oxford
- sd., Je donne a tous (rondeau). Dans le manuscrit Can. misc. 213, Oxford
- sd., Je languis en piteux martire (ballade). Dans le manuscrit 92 de Trente
- sd., Je ne puis plus (rondeau). Dans le manuscrit Can. misc. 213, Oxford
- sd., Je ne suy plus (rondeau). Dans le manuscrit Can. misc. 213, Oxford
- sd., Je ne vis oncques (rondeau). Dans le manuscrit 871 N, Monte Cassino
- sd., Je prens congié (rondeau). Dans le manuscrit n.a. fr. 6771 de Paris
- sd., Je requier a tous amoureux (rondeau). Dans le manuscrit Can. misc. 213, Oxford
- sd., Je triomphe de crudel duel (rondeau). Dans le manuscrit 714 de Porto
- sd., Je veul chanter (rondeau). Dans le manuscrit Can. misc. 213, Oxford
- sd., Je vous pri (à 4 voix) Dans le manuscrit XIX 178, Firenze
- sd., Jesu nostra redemptio (hymne). Dans le manuscrit de Berlin
- sd., La belle se siet (ballade). Dans le manuscrit Can. misc. 213, Oxford
- sd., La dolce vista (ballade). Dans le manuscrit Urb. lat. 1411, Roma
- sd., Laetabundus (séquence). Dans le manuscrit de Berlin
- sd., L'alta belleza (ballade). Dans le manuscrit Can. misc. 213, Oxford
- sd., Las, que feray (rondeau). Dans le manuscrit Can. misc. 213, Oxford
- sd., Lauda Sion salvatorem (séquence). Dans le manuscrit 92 de Trente
- sd., Ma belle dame souverainne (rondeau à 4 voix). Dans le manuscrit Can. misc. 213, Oxford
- sd., Ma belle dame, je vous pri (rondeau). Dans le manuscrit Can. misc. 213, Oxford
- sd., Magi videntes stellam (antienne). Dans le manuscrit lat. 471, Modena
- sd., Malheureux cueur (virelai). Dans le Chansonnier Laborde, Washington
- sd., Mille bon jours (rondeau). Dans le manuscrit 222 de Strasbourg (copie de E. de Coussemaker)
- sd., Mon bien, m'amour (rondeau). Dans le manuscrit 87 de Trente
- sd., Mon chier amy (ballade). Dans le manuscrit Can. misc. 213, Oxford
- sd., Mon cuer me fait (rondeau à 4 voix). Dans le manuscrit Can. misc. 213, Oxford
- sd., Mon seul plaisir (rondeau). Dans le manuscrit XIX 176, Firenze
- sd., Navré je suy (rondeau). Dans le manuscrit Can. misc. 213, Oxford
- sd., Ne je ne dors (rondeau). Dans le manuscrit XIX 176, Firenze
- sd., O gemma martyrum (antienne). Dans le manuscrit lat. 471, Modena
- sd., O lux beata trinitas (hymne). Dans le manuscrit de Berlin
- sd., Or pleust a dieu (rondeau). Dans le manuscrit Can. misc. 213, Oxford
- sd., Pange lingua (hymne). Dans le manuscrit de Berlin
- sd., Pange lingua (hymne). Dans le manuscrit 92 de Trente (attribution incertaine)
- sd., Par droit je puis bien (rondeau à 4 voix). Dans le manuscrit Can. misc. 213, Oxford
- sd., Par le regart (rondeau). Dans le manuscrit 714 de Porto
- sd., Passato e il tempo omai (ballade). Dans le manuscrit Can. misc. 213, Oxford
- sd., Petrus apostolus (antienne). Dans le manuscrit lat. 471, Modena
- sd., Portugaler (ballade). Dans le manuscrit 222 de Strasbourg (copie de E. de Coussemaker)
- sd., Pour ce que veoir (rondeau). Dans le manuscrit Can. misc. 213, Oxford
- sd., Pour l'amour (rondeau). Dans le manuscrit Can. misc. 213, Oxford
- sd., Pouray je avoir (rondeau). Dans le manuscrit Can. misc. 213, Oxford
- sd., Proles de caelo prodiit (hymne). Dans le manuscrit lat. 471, Modena
- sd., Propter nimiam caritatem (antienne). Dans le manuscrit lat. 471, Modena
- sd., Puisque celle (rondeau). Dans le manuscrit 87 de Trente
- sd., Quel fronte, signorille (rondeau). Dans le manuscrit Can. misc. 213, Oxford (composé à Rome)
- sd., Qu'est devenue leaulté (rondeau). Dans le manuscrit 714 de Porto
- sd., Resistera (à 4 voix). Dans le manuscrit XIX 176, Firenze
- sd., Resvelons nous (ténor : Alons ent bien tos au may) (rondeau). Dans le manuscrit Can. misc. 213, Oxford
- sd., Salva nos, domine (antienne). Dans le manuscrit 90 de Trente.
- sd., Salve sancte pater (antienne). Dans le manuscrit lat. 471, Modena
- sd., Sanctorum meritis (hymne). Dans le manuscrit de Berlin
- sd., Sapiente filio (antienne). Dans le manuscrit lat. 471, Modena
- sd., Se la face ay pale (ballade). Dans le manuscrit Can. misc. 213, Oxford
- sd., Se ma damme (rondeau). Dans le manuscrit Can. misc. 213, Oxford
- sd., S'il est plaisir (rondeau à 4). Dans le manuscrit 3232a de München
- sd., Tibi Christe splendor patris (hymne). Dans le manuscrit de Berlin
- sd., Trop lonc temps ai esté (rondeau). in Rom, Urb. lat. 1411
- sd., Urbs beata Jerusalem (hymne). Dans le manuscrit de Berlin
- sd., Ut queant laxis (hymne). Dans le manuscrit de Berlin
- sd., Va t'en, mon cuer (rondeau). Dans le manuscrit 714 de Porto
- sd., Veni Creator Spiritus (hymne). Dans le manuscrit de Berlin
- sd., Veni Sancte Spiritus (séquence). Dans le manuscrit 92 de Trente
- sd., Vexilla Regis prodeunt (hymne). Dans le manuscrit lat. 471, Modena
- sd., Victimæ paschali laudes (séquence). Dans le manuscrit 92 de Trente.
- sd., Vo regart et doulche maniere (rondeau). Dans le manuscrit 3232a de München 3232a
- sd., Vostre bruit (rondeau). Dans le Chansonnier de Laborde, Washington
- sd.,Vostre bruit (ruisseau). Dans la chansonnete a Londre

## Filmographie
« Mille bonjours ! La renaissance de Guillaume Dufay » d'Olivier Segard, 52 minutes (Cercle bleu / KTO 2014) avec David Fallows, La Chapelle des Flandres, Ceux d'en Haut, Laetitia Barragué-Zouita, Laurent Perrillat.

## Discographie
- Lamentatio sanctæ matris Ecclessiæ Constantinopolitanæ etc (8 pièces), dans le coffret The Art of Courtly Love, disque 3 The Court of Burgundy, par David Munrow et Early Music Consort of London (1973, EMI SLS863) (Fiche sur medieval.org) - Grammy Awards 1977 Album of the year[9]
- Triste plaisir et douleureuse joye, chansons de Guillaume Dufay & Gilles Binchois, par Ensemble Gilles Binchois dirigé par Dominique Vellard, Harmonic Records (1989)
- Missa Ave Regina cælorum, Ensemble Cantus Figuratus dirigé par Dominique Vellard, éd. Stil (1989)
- Musique pour Saint Antoine de Padoue par The Binchois Consort, dirigé par Andrew Kirkman (1996, Hyperion CDA66854 (1996)
- Musique pour Saint Jacques le Majeur par The Binchois Consort, dirigé par Andrew Kirkman (1998, Hyperion CDA66997) — Diapason d'or, Gramophone Award
- O gemma lux, intégrale des Motets isorythmiques, par l'Huelgas Ensemble, dir. Paul Van Nevel (2000, Harmonia Mundi 901700)
- Missa Ecce ancilla Domini, Ensemble Gilles Binchois dirigé par Dominique Vellard (2001, Virgin « Veritas » (2001)
- Messe Puisque je vis & autres œuvres par The Binchois Consort, dirigé par Andrew Kirkman (2003, Hyperion CDA67368)
- Missa se la face ay pale par Diabolus in Musica, dirigé par Antoine Guerber (2004, Alpha 051)
- Ma fin est mon commencement (transcriptions pour orgue), par Louis Thiry sur l'orgue historique Lefebvre de la Chapelle du Centre Hospitalier Universitaire Charles Nicolle de Rouen (2004, Hortus) — « Choc » Le Monde de la musique, « 5  Diapasons ».
- Flos florum par l'ensemble Musica Nova, dir. Lucien Kandel (2005, Zig-Zag Territoires ZZT 050301) — Grand Prix de l’Académie Charles-Cros, « Choc » Le Monde de la musique, « 10 » de Classica
- Messe pour l'abbé saint Antoine par The Binchois Consort, dirigé par Andrew Kirkman (2005, Hyperion CDA67474)
- Quadrivium (motets) par Cantica Symphonia, dirigée par Giuseppe Maletto (2005, Glossa GCD P31902 (2005) - Diapason d'or de l'année 2005
- Chansons - Tetraktys : Jill Feldman, soprano et Kees Boeke, flûte (Olive Music 005 / Etcetera KTC 1903) (Fiche sur medieval.org)
- Tempio dell'Onore e delle Virtù (chansons) par Cantica Symphonia, dirigée par Giuseppe Maletto, Glossa GCD P31903 (2006)
- Mille bonjours par l'ensemble Diabolus in musica, direction Antoine Guerber (2007, Alpha 116)
- Supremum est mortalibus bonum (motets) par Cantica Symphonia, dirigée par Giuseppe Maletto (2008, Glossa GCD P31904)
- Musique pour la Cour de Savoie par The Binchois Consort, dirigé par Andrew Kirkman (2009, Hyperion CDA67715)
- The Messes for 1453 : Missa Se la face ay pale - Missa L'Homme armé par Cantica Symphonia, dirigée par Giuseppe Maletto (2014, Glossa GCD P31907))
- Les messes à teneur : Se la face ay pale, l’homme armé, Ecce ancilla Domini, Ave Regina celorum, par Cut Circle, dirigé par Jesse Rodin (2015, Musique en Wallonie MEW 1577-1578)

### Bases de données et dictionnaires
- Ressources relatives à la musique :   - International Music Score Library Project
  - AllMusic
  - Carnegie Hall
  - ChoralWiki 
  - Discogs
  - Grove Music Online
  - Last.fm
  - MusicBrainz
  - Muziekweb
  - Rate Your Music
- Ressource relative à la littérature :   - Archives de littérature du Moyen Âge
- Ressource relative à la recherche :   - Biodiversity Heritage Library
- Ressource relative à plusieurs domaines :   - Radio France
- Ressource relative à l'audiovisuel :   - IMDb
- Notices dans des dictionnaires ou encyclopédies généralistes :   - Britannica
  - Brockhaus
  - Den Store Danske Encyklopædi
  - Deutsche Biographie
  - Dictionnaire des Wallons
  - Enciclopedia De Agostini
  - Gran Enciclopèdia Catalana
  - Hrvatska Enciklopedija
  - Internetowa encyklopedia PWN
  - Nationalencyklopedin
  - Proleksis enciklopedija
  - Store norske leksikon
  - Universalis
  - Visuotinė lietuvių enciklopedija
- Notices d'autorité :   - VIAF
  - ISNI
  - BnF (données)
  - IdRef
  - LCCN
  - GND
  - Italie
  - Japon
  - CiNii
  - Espagne
  - Belgique
  - Pays-Bas
  - Pologne
  - Israël
  - NUKAT
  - Catalogne
  - Suède
  - Vatican